# Вулиця Казарцева (Мелітополь)
Вулиця Казарцева — вулиця на Мікрорайоні Мелітополя, що з'єднує вулицю Гризодубової та бульвар 30-річчя Перемоги.

## Назва
Вулиця названа на честь генерала Олександра Казарцева, командира 126-ї стрілецької дивізії, який відзначилася при звільненні Мелітополя від німецької окупації у жовтні 1943 року. «За зразкове виконання бойових завдань Командування з прориву укріпленої смуги німців та звільнення міста Мелітополь і виявлені при цьому відвагу та геройство» Казареву було присвоєно звання Героя Радянського Союзу. Пізніше він також був обраний Почесним громадянином Мелітополя (1968).

## Історія
До 1987 року називалася 3-тя Поздовжня вулиця.

## Об'єкти
- Автостоянка
- Магазини «Той», «Горобинушка»